# سمیر غانم
سمیر یوسف غانم (عربی مصری: سمير يوسف غانم؛ ۱۵ ژانویهٔ ۱۹۳۷ – ۲۰ مه ۲۰۲۱) یک کمدین، خواننده و هنرپیشه اهل مصر بود. او پدر دنیا سمیر غانم خواننده و هنرپیشه مصری است.